# Roseville (California)
Roseville è una città della contea di Placer, California vicino alla capitale dello Stato, Sacramento. Come si è rilevato dal censimento del 2000, la città ha una popolazione totale di 79 921 abitanti. Al 30 giugno 2005 la popolazione è cresciuta a 103 845 come parte della contea, la quale ha rilevato la crescita più veloce dello Stato.

## Geografia fisica
La città ha un'area totale di 79,0 km². 78,9 km² di terra e 0,1 km² (0,07%) di acqua.

## Società

### Evoluzione demografica
Come rilevato dal censimento del 2005, vi risiedono 103 845 persone, in 21 855 famiglie, con una densità è di 1 012,4 abitanti/km². La composizione è: 86,03% bianchi, 1,31% afro-americani, 0,70% nativi americani, 4,31% asiatici, 0,20% proveniente dalle isole del Pacifico, 3,93% di altre etnie, 3,53% che provengono da più etnie. Ispanici o latino americani di diverse etnie 11,54% della popolazione.
Il 26,8% della popolazione della città ha un'età sotto i 18 anni, 7,0% dai 18 ai 24 anni, 30,8% dai 25 ai 44, 21,0% dai 45 ai 64, e 14,5% che hanno più di 65 anni di età. L'età media è di 36 anni. Ogni 100 femmine vi sono 92 maschi. Ogni 100 femmine con più di 18 anni, vi sono 88,8 maschi.
Il reddito medio per una famiglia è di 65 929 $. Gli uomini hanno un reddito medio di 50 426 $ contro i 35 494 $ delle donne. Il reddito pro capite è di 27 021 $. Circa il 3,4% delle famiglie e il 4,9% della popolazione è sotto la soglia di povertà, 5,3% sotto i 18 anni e il 4,1% con 65 anni o più.

## Cultura

### Istruzione

#### Università e college
- Heald College
- Chapman University
- University of Phoenix

### Eventi
- Il 28 aprile 1973, 18 vagoni carichi di bombe, in viaggio per la stazione missilistica navale a Concord, detonarono lungo la linea ferroviaria della Southern Pacific Railroad. Più di 6 000 bombe, esplose per ragioni sconosciute, ferirono 350 persone. L'esplosione danneggiò 5 500 costruzioni fino a 2 km di distanza.[1]

### Teoria di Roseville-Hill Valley
Per via di svariati elementi Roseville potrebbe essere ipoteticamente la Hill Valley di Ritorno al futuro. Elementi disseminati già nel primo film, ma anche nella Parte II e soprattutto nella Parte III. Di base si sa che Hill Valley sia una cittadina della California, e che non sia sul mare, bensì interna.
In accordo con quanto mostrato nei tre film, Hill Valley si troverebbe nella California settentrionale, a ridosso della catena montuosa della Sierra Nevada. Stando alla mappa ferroviaria mostrata nel terzo capitolo, la città sorgerebbe lungo la linea ferroviaria Central Pacific Railroad, e il tratto interessante Hill Valley resta quello fra Reno, in Nevada, al confine californiano, e Sacramento, capitale californiana.
Escludendo Reno, perché in Nevada, e Sacramento, perché capitale californiana e troppo complicato rimpiazzarla con una città di fantasia, rimangono alcuni candidati, ovviamente californiani, che esamineremo a uno a uno in ordine di posizione da Reno a Sacramento:
- Truckee, centro maggiore ma non capoluogo della Contea di Nevada, è un centro un po' piccolo rispetto a Hill Valley (circa 3 000 abitanti nel 1985), è una cittadina montuosa, non distante dal confine col Nevada. Ha però nelle vicinante il grande Lago Tahoe. Nel 2015 la sua popolazione era sui 16 000 abitanti, un po' troppo poco per ciò che viene mostrato in Ritorno al futuro II.
- Colfax, cittadina piccola ma piuttosto importante della Contea di Placer. Trattasi anche qui di una cittadina di montagna, che nel 1985 faceva circa 1 000 abitanti, e nel 2015 circa 2 000. Ciò la rende davvero troppo piccola per Hill Valley. Inoltre, a parte il piccolo lago artificiale (diga) di Rollins, non vi sono laghi nelle vicinante.
- Auburn, cittadina capoluogo della Contea di Placer, ma non il suo centro più popoloso. La sua popolazione, circa 8 000 abitanti nel 1985 e 13 000 nel 2015, rendono anch'essa troppo piccola rispetto a Hill Valley. La sua posizione è collinare, ma il suo essere un po' isolata come centro, decisamente distante dall'area metropolitana di Sacramento, vicina al lago Folsom e capoluogo di contea, hanno rafforzato l'ipotesi che essa potesse essere la candidata numero 2 a essere Hill Valley.

Terminata la lista delle potenziali candidate, veniamo a Roseville, che ha numerose frecce al suo arco. Premesso che Hill Valley sia una città di fantasia, e che non abbia pretesa alcuna di corrispondere metricamente a una città reale, questi sono i punti di forza:
- Roseville, pur non essendo il capoluogo della Contea di Placer, ne è sempre stato il suo centro maggiore, con caratteristiche urbane.
- La sua popolazione storica ha una certa corrispondenza col film: nel 1885 gli abitanti erano circa 300, nel 1955 attorno ai 10 000, nel 1985 circa 30/35 000, e nel 2015 circa 120/130 000.
- Ha una sua medio-piccola area metropolitana, adiacente e satellitare a quella di Sacramento, però dista da essa circa 30 km. Inoltre, nel 1985, non era così sviluppata come popolazione rispetto a tempi recenti.
- La città satellite di Rocklin, espansasi urbanisticamente, passando dai circa 10 000 abitanti del 1985, agli oltre 60 000 del 2015, potrebbe in qualche modo farla corrispondere al quartiere (o frazione) di Hilldale (o del Lyon Estates). Lo stesso potrebbe dirsi per l'altra cittadina satellite, Lincoln, spostata più a nord e più distante, che è passata dai 5 000 abitanti (1985), agli oltre 40 000 attuali. Anche questa potrebbe corrispondere a Hilldale. Considerando nel film tutta l'area metropolitana come parte di Hill Valley, si otterrebbe una città di circa 250 000 abitanti nel 2015, con un comune decisamente molto ampio territorialmente, il che spiegherebbe la frase delle poliziotte, a inizio secondo film, sul fare sera nel raggiungere Hilldale. Sebbene questa frase possa essere presa come un'iperbole sarcastica riferita al traffico automobilistico, nonostante l'innovazione delle auto volanti.
- Il già citato lago Folsom, piuttosto grande e anche scenografico in vari punti, è situato a pochi chilometri da Roseville. La presenza di un lago, adatto anche a gite romantiche, nelle vicinanze della città, spiegherebbe il riferirsi a esso semplicemente come "al lago". Essendo vicino al punto di partenza (Hill Valley), nel linguaggio colloquiale non è necessario spiegare di che lago si tratti, essendo per i locali semplicemente "il lago".
- Roseville, come Hill Valley nella cartina ferroviaria, ha dei particolari punti di deviazione ferroviaria in zone in cui inizia l'attraversamento montuoso inclusi i burroni.
- Come Hill Valley, Roseville è situata in pianura, però proprio all'inizio dell'area collinare, e poi montuosa, della Sierra Nevada.
- Sebbene le ambientazioni a inizio terzo film ricordino più le aree desertiche della Monument Valley, che le zone della Sierra Nevada, va ricordato come il terzo capitolo abbia un'ambientazione western e, per esigenze di trama, occorra sospendere l'incredulità e accettare tale differenza ecosistemica.
- Alcune corrispondenze minori: Hill County non esiste, però quel Placer della contea reale potrebbe quasi essere interpretabile come placeholder, in un calembour. Il finale del nome Roseville ha una pronuncia simile a quella di Hill. Il logo cittadino ha, nel gambo della rosa, una vaghissima similitudine col flusso canalizzatore.

A fronte di tutti questi elementi, e coi dati e mappe offerti dalla trilogia che hanno ristretto il cerchio a poche candidate, pare che Roseville sia la più papabile candidata a essere considerata come la Hill Valley reale.

## Economia

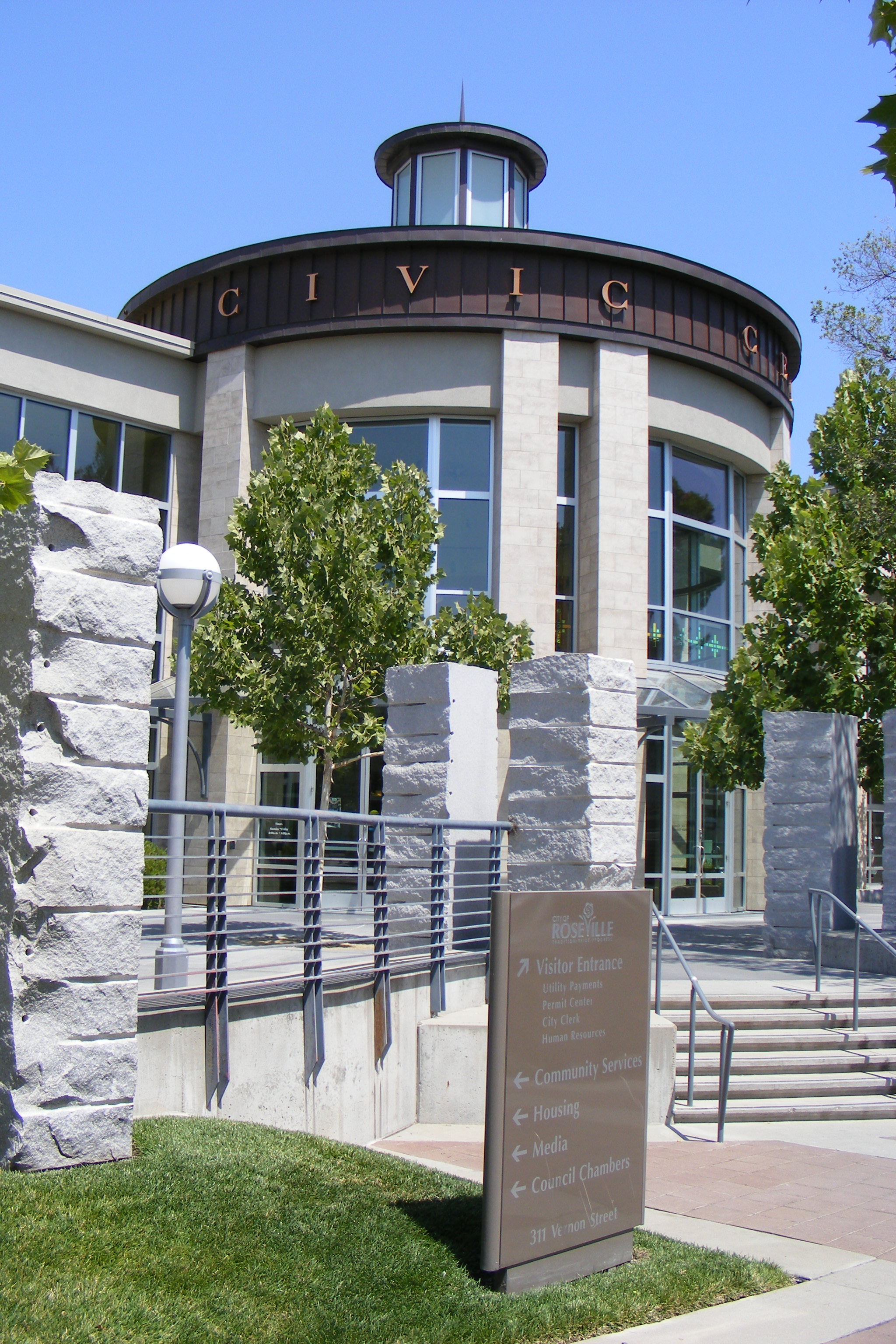

### Servizi
- La Città di Roseville fornisce come servizi: elettricità, acqua, fognatura, nettezza urbana per la maggior parte dei suoi residenti.
- Pacific Gas and Electric fornisce gas naturale.
- SureWest fornisce telefonia, televisione, telefonia mobile, e servizi Internet.
- Comcast televisione e servizi internet.
- DISH TV servizi di tv satellitare.

### Grandi compagnie
Come riportato nel sito web della città di Roseville, le maggiori compagnie sono:
- Hewlett-Packard
- Kaiser Permanente (in espansione)
- Sutter Roseville Medical Center (in espansione)
- Union Pacific Railroad
- NEC Corporation (in espansione)
- SureWest Communications
- State Farm Insurance
- Pride Industries
- Wal-Mart (1 Supercenter, 1 Traditional, 1 Sam's Club)
- Nordstrom
- JB Dental Supply
- J.C. Penney
- PASCO scientific
- Old Republic Title
- Winco Foods
- Kohl's
- Raley's & Bel Air Market (1 Raley's, 2 Bel-Air)

La Città di Roseville di per sé e la Roseville Joint Union High School District sono anch'esse grandi compagnie.

### Commercio
Il commercio gioca una parte vitale nell'economia di Roseville. Roseville oggigiorno è la nona città della California per vendite al dettaglio; molte persone vengono da lontano per farvi shopping. Un perfetto esempio è il Westfield Galleria at Roseville, il quale sta anche intraprendendo un ampliamento di 450.000 m². Anche il "Creekside Town Center" ed il "Ridge at Creekside" contribuiscono alla reputazione di Roseville come capitale delle vendite di Sacramento.